# Grand Wizzard Theodore
Теодор Ливингстон (англ. Theodore Livingston, более известен под сценическим псевдонимом Grand Wizzard Theodore; род. 5 марта 1963, Бронкс, Нью-Йорк) — американский диджей в стиле хип-хоп. Широко упоминается как один из изобретателей техники скретч.
Родился в Бронксе, Нью-Йорк, его брат, Mean Gene, был для него наставником, и начал обучать его диджеингу когда Теодор был ещё подростком. В дополнение к Скрэтчу, он добился известности за его мастерство needle drops и других методов, которые он изобрел и совершенствовал. Теодор также был учеником Grandmaster Flash.
В начале 1980-х, Теодор был частью группы Grandwizard Theodore & the Fantastic Five. Они выпустили трек «Can I Get a Soul Clap» в 1980 году. Он был популярен в 1983 году в фильме «Дикий стиль», а также стал саундтреком фильма. Он объясняет происхождение Скрэтча в документальном фильме, Scratch.
Фраза Теодора «Say Turn It Up» из его трека «Fantastic Freaks at the Dixie» широко использовалась в таких группах как, Public Enemy (в треке «Bring The Noise»), Bomb The Bass (в треке «Megablast») и во многих других.